# Ернст I (Швабия)
Ернст I (на немски: Ernst I; * пр. 994; † 31 май 1015) от род Бабенберги, е херцог на Швабия от 1012 до смъртта си през 1015 г.

## Живот
Ернст е малкият син на Леополд I († 994), първият маркграф на Остаричи, Маркграфство Австрия, и Рихарда от Суалафелдгау († 994), дъщеря на граф Ернст IV от Суалафелдгау от фамилята Ернсте. Брат е на Хайнрих I († 1018, маркграф на Остаричи).
Император Хайнрих II му дава през 1012 г., след смъртта на последния херцог на Конрадините Херман III, Херцогство Швабия.
През 1014 г. Ернст се жени за Гизела Швабска († 1043 г.) от фамилията Конрадини, сестрата на неговия предшественик и вдовица на граф Бруно I от Брауншвайг († 1014, убит от личния му враг Мило) от род Брунони.
Ернст умира по време на лов на 31 май 1015 г. (или 31 март). Той е погребан във Вюрцбург. Император Хайнрих II дава херцогството на големия му син Ернст II. До третия си брак Гизела води формално регентството на сина си Ернст II. Тя се омъжва за трети път 1016 или 1017 г. за близкия си роднина Конрад II (1027 – 1039 император на Свещената Римска империя).

## Деца
Ернст I има от Гизела Швабска двама сина:
- Ернст II († 17 август 1030), негов наследник
- Херман IV (* ок. 1015, † лятото 1038 при Неапол)